# Irena Burke
Irena Burke (ur. 7 grudnia 1922 w Warszawie, zm. 1 maja 2000 tamże) – polska scenografka i kostiumografka teatralna.

## Życiorys
W 1955 roku ukończyła ASP w Warszawie. W tym samym czasie, w latach 1952–1954 pracowała jako asystent na ASP. W latach 1955–1957 pracowała jako asystent scenografa w Teatrze Domu Wojska Polskiego w Warszawie. W latach 1957–1970 pracowała jako asystent scenografa w Teatrze Dramatycznym w Warszawie. Od 1962 do 1967 roku była scenografką Teatru im. Juliusza Osterwy w Gorzowie Wielkopolskim. W latach 1970–1988 ponownie pracowała w Teatrze Dramatycznym w Warszawie na etacie scenografa. Dla tego i wielu innych teatrów zaprojektowała wiele dekoracji i kostiumów w wystawianych tam sztukach. Była również autorką kostiumów do serialu „Modrzejewska” (reż. Jan Łomnicki) (1989).

## Niektóre projekty

### Teatr
- 1951 – dekoracja i kostiumy, Komedia satyryczna Stefanii Grodzieńskiej i Jana Szeląga (Teatr Mały w Łodzi) (jeszcze pod nazwiskiem Irena Piskorska)[4]
- 1953 – kostiumy, Droga do Czarnolasu Aleksandra Maliszewskiego (reż. Tadeusz Byrski, Teatr im. Stefana Żeromskiego w Kielcach)
- 1954 – scenografia, Stronica życia Wiktora Rozowa (Teatr Nowej Warszawy, Warszawa)
- 1955 – asystent scenografa, Wesele Stanisława Wyspiańskiego (reż. Maryna Broniewska i Jan Świderski, Teatr Domu Wojska Polskiego, Warszawa)
- 1955 – asystent scenografa, Tragedia optymistyczna Wsiewołoda Wiszniewskiego (reż. Lidia Zamkow, Teatr Domu Wojska Polskiego, Warszawa)
- 1956 – projekt kostiumów, Dobry człowiek z Seczuanu Bertolta Brechta (reż. Ludwik René, Teatr Domu Wojska Polskiego, Warszawa)
- 1956 – asystent scenografa, Romeo i Julia Williama Shakespeare’a (reż. Lidia Zamkow, Teatr Domu Wojska Polskiego, Warszawa)
- 1956 – dekoracje, Ruy Blas Wiktora Hugo (reż. Maryna Broniewska, Teatr Domu Wojska Polskiego, Warszawa)
- 1957 – kostiumy, Szwejk  Bertolta Brechta (reż. Ludwik René, Teatr Domu Wojska Polskiego, Warszawa)
- 1957 – asystent scenografa, Pamiętnik Anny Frank Francesa Goodricha i Alberta Hacketta (reż. Jan Świderski, Teatr Domu Wojska Polskiego, Warszawa)
- 1957 – scenografia, Damy i huzary Aleksandra Fredry (reż. zespół, Teatr Domu Wojska Polskiego, Warszawa)
- 1957 – asystent reżysera, Imiona władzy Jerzego Broszkiewicza (reż. Lidia Zamkow, Teatr Dramatyczny m.st. Warszawy)
- 1958 – asystent reżysera, Antygona Jeana Anouilh'a (reż. Jerzy Rakowiecki, Teatr Dramatyczny, Warszawa)
- 1958 – kostiumy, Wizyta starszej pani Friedricha Dürrenmatta (reż: Ludwik René, Teatr Dramatyczny, Warszawa)
- 1958 – asystent scenografa, Szkoda tej czarownicy na stos Christophera Fry'a (reż. Ludwik René, Teatr Dramatyczny, Warszawa)
- 1958 – asystent reżysera, Parady Jana Potockiego (reż. Ewa Bonacka, Teatr Dramatyczny, Warszawa)
- 1959 – scenografia, Ożenek Nikołaja Gogola (reż. Zygmunt Chmielewski, Bałtycki Teatr Dramatyczny im. Juliusza Słowackiego w Koszalinie)
- 1959 – kostiumy, Droga do Czarnolasu Aleksandra Maliszewskiego (reż. Tadeusz Byrski, teatry dramatyczne, Poznań)
- 1959 – kostiumy, Proces w Salem Arthura Millera (reż. Ludwik René, Teatr Dramatyczny, Warszawa)
- 1960 – asystent scenografa, Ptaki Andrzeja Jareckiego i Agnieszki Osieckiej (reż. Konrad Swinarski, Teatr Dramatyczny, Warszawa)
- 1960 – asystent scenografa, Kartoteka Tadeusza Różewicza (reż. Wanda Laskowska, Teatr Dramatyczny, Warszawa)
- 1961 – scenografia, Jaskinia filozofów Zbigniewa Herberta (reż. Noemi Korsan-Ekert, Teatr Dramatyczny, Warszawa)
- 1961 – asystent scenografa, Król Edyp Sofoklesa (reż. Ludwik René, Teatr Dramatyczny, Warszawa)
- 1961 – asystent scenografa, Nosorożec Eugène’a Ionesco (reż. Wanda Laskowska, Teatr Dramatyczny, Warszawa)
- 1962 – scenografia, Uciekła mi przepióreczka Stefana Żeromskiego (reż. Irena Byrska, Teatr im. Juliusza Osterwy, Gorzów Wielkopolski)
- 1962 – scenografia, Huzarzy Pierre’a Aristide Breala (reżyseria: Ewa Kołogórska, Teatr im. Juliusza Osterwy, Gorzów Wielkopolski)
- 1962 – scenografia, W małym domku Tadeusza Rittnera (reż. Tadeusz Byrski, Teatr im. Juliusza Osterwy, Gorzów Wielkopolski)
- 1962 – kostiumy, Zygmunt August Stanisława Wyspiańskiego (reż. Tadeusz Byrski, Teatr im. Juliusza Osterwy, Gorzów Wielkopolski)
- 1962 – scenografia, Ucieczka Michaiła Bułchakowa (reż. B. Danowicz i M. Smolarek, Teatr im. Juliusza Osterwy, Gorzów Wielkopolski)
- 1963 – dekoracje i kostiumy, Igraszki trafu i miłości Pierre’a de Marivaux (reż. Irena Byrska, Teatr im. Juliusza Osterwy, Gorzów Wielkopolski)
- 1963 – kostiumy, Wizyta starszej pani Friedricha Dürrenmatta (reż. Ludwik René, Teatr Dramatyczny, Warszawa)
- 1963 – scenografia, Człowiek z głową Janusza Warmińskiego (reż. Irena Byrska, Teatr im. Juliusza Osterwy, Gorzów Wielkopolski)
- 1963 – scenografia, Czerwone pantofelki Paula Kestera (reż. Irena Byrska, Teatr im. Juliusza Osterwy, Gorzów Wielkopolski)
- 1964 – scenografia, Król Edyp Sofoklesa (reż. Irena Byrska, Teatr im. Juliusza Osterwy, Gorzów Wielkopolski)
- 1964 – scenografia, Dalekie Aleksandra Afinogenowa (reż. Irena Byrska, Teatr im. Juliusza Osterwy, Gorzów Wielkopolski)
- 1965 – scenografia, Nowy Don Kiszot czyli Sto szaleństw Aleksandra Fredry (reż. Irena Byrska, Teatr im. Juliusza Osterwy, Gorzów Wielkopolski)
- 1965 – scenografia, Cezar i Kleopatra George’a Bernarda Shawa (reż. Tadeusz Byrski, Teatr im. Juliusza Osterwy, Gorzów Wielkopolski)
- 1965 – scenografia, Dwa teatry Jerzego Szaniawskiego (reż. Władysław Krasnowiecki, Teatr im. Juliusza Osterwy, Gorzów Wielkopolski)
- 1966 – scenografia, Amerykanin Howarda Fasta (reż. Irena Byrska, Teatr im. Juliusza Osterwy, Gorzów Wielkopolski)
- 1966 – scenografia, Lord z walizki Oscara Wilde’a (reż. Irena Byrska, Teatr im. Juliusza Osterwy, Gorzów Wielkopolski)
- 1967 – scenografia, Świerszcz za kominem Karola Dickensa (reż. Tadeusz Byrski, Teatr Nowy, Łódź)
- 1967 – kostiumy, Spaghetti i miecz Tadeusza Różewicza (reż. Witold Skaruch, Teatr Dramatyczny, Warszawa)
- 1967 – scenografia, Eugeniusz Oniegin Piotra Czajkowskiego (reż. Bolesław Jankowski, Państwowa Opera Objazdowa, Warszawa)
- 1968 – scenografia, Taka noc nie powtórzy się więcej Kacpra Stefanowicza (reż. Irma Czaykowska, Teatr Ziemi Opolskiej, Opole)
- 1968 – kostiumy (dekoracje Jan Kosiński), Noc cudów Konstantego Ildefonsa Gałczyńskiego (reż. Piotr Piaskowski, Teatr Dramatyczny, Warszawa)
- 1968 – kostiumy, Wowro Jędrzeja Wowry (reż. Piotr Piaskowski, Teatr Dramatyczny, Warszawa)
- 1969 – kostiumy, Hadrian VII Petera Luke’a (reż. Jan Bratkowski, Teatr Dramatyczny, Warszawa)
- 1970 – kostiumy, Śmieszny staruszek Tadeusza Różewicza (reż. Piotr Piaskowski, Teatr Dramatyczny, Warszawa)
- 1970 – scenografia, Czajka Antona Czechowa (reż. Irena Byrska, Teatr Ludowy w Krakowie, Kraków-Nowa Huta)[5]
- 1970 – scenografia, Eugeniusz Oniegin Piotra Czajkowskiego (reż. Bolesław Jankowski, Opera Śląska, Bytom
- 1971 – scenografia, Niewidzialna kochanka Pedra Calderóna de la Barca (reż. Irena Byrska, Teatr im. Juliusza Osterwy, Gorzów Wielkopolski)
- 1971 – scenografia, Ćwiczenia z Szekspira Williama Shakespeare’a (reż. Aleksander Bardini, PWST, Warszawa)
- 1971 – scenografia, Pigmalion George’a Bernarda Shawa (reż. Irena Byrska,Teatr Ziemi Opolskiej, Opole)
- 1972 – kostiumy, Photo Finish Petera Ustinova (reż. Ludwik René, Teatr Dramatyczny, Warszawa)
- 1973 – scenografia, Diabelstwa Alessandra Fersena (reż. Alessandro Fersen, Teatr Dramatyczny, Warszawa)
- 1973 – scenografia, Nora Henrika Ibsena (reż. Gustaw Holoubek, Teatr Dramatyczny, Warszawa)
- 1973 – scenografia, Szkoda wąsów Ludwika Adama Dmuszewskiego (reż. Irma Czaykowska, Teatr Ziemi Łódzkiej, Łódź)
- 1973 – kostiumy, Bartleby Jerzego Zawieyskiego (reż. Witold Skaruch, Teatr Dramatyczny, Warszawa)
- 1974 – kostiumy, Sułkowski Stefana Żeromskiego (reż. Kazimierz Dejmek, Teatr Dramatyczny, Warszawa)
- 1974 – opracowanie plastyczne, Zabobon, czyli Krakowiacy i Górale Jana Nepomucena Kamińskiego (reż. Aleksander Bardini, PWST, Warszawa)
- 1975 – scenografia, Parady Jana Potockiego (reż. Ewa Bonacka, Teatr im. Wandy Siemaszkowej w Rzeszowie)
- 1975 – scenografia, Policja Sławomira Mrożka (reż. Olga Koszutska, Teatr im. Wandy Siemaszkowej, Rzeszów)
- 1976 – scenografia, Czapka błazeńska Luigiego Pirandello (reż. Eugeniusz Aniszczenko, Teatr im. Wilama Horzycy w Toruniu)
- 1976 – scenografia, Śluby panieńskie, czyli Magnetyzm serca Aleksandra Fredry (reż. Tadeusz Byrski, Teatr im. Stefana Jaracza w Łodzi)
- 1976 – scenografia, Motyle są wolne Leonarda Gershego (reż. Noemi Korsan-Ekert, Teatr na Targówku, Warszawa)
- 1976 – scenografia, U mety Karola Huberta Rostworowskiego (reż. Ludwik René, Teatr Dramatyczny, Warszawa)
- 1978 – scenografia, Taka noc nie powtórzy się ... Kacpra Stefanowicza (reż. Irma Czaykowska, Teatr im. Adama Mickiewicza w Częstochowie)
- 1978 – scenografia, Wdowy Ákosa Kertésza (reż. Tadeusz Bartosik, Teatr im. Adama Mickiewicza, Częstochowa)
- 1978 – scenografia, Jaś Maczuga w Ameryce Adama Kujtkowskiego (reż. Marek Tadeusz Nowakowski,Teatr Dramatyczny, Warszawa)
- 1979 – scenografia, Taka noc nie powtórzy się więcej Kacpra Stefanowicza (reż. Irma Czaykowska, Teatr Dramatyczny, Legnica)
- 1979 – scenografia, Ćwiczenia z romantyzmu. Program składany/kabaretowy/rewiowy (reż. Gustaw Holoubek, Teatr Dramatyczny, Warszawa)
- 1979 – scenografia, Gra miłości i przypadku Pierre’a de Marivaux (reż. Irma Czaykowska, Teatr im. Adama Mickiewicza, Częstochowa)
- 1980 – scenografia, Giuditta Franza Lehára (reż. Irma Czaykowska, Operetka Śląska, Gliwice)
- 1981 – scenografia, Księżniczka czardasza Imre Kálmána (reż. Wojciech Boratyński, Operetka Śląska, Gliwice)
- 1981 – scenografia, Gbury Carla Goldoniego (reż. Irma Czaykowska Irma, Teatr im. Adama Mickiewicza, Częstochowa)
- 1981 – scenografia, Przywidzenia i sny, czyli Perykles Williama Shakespeare’a (reż. Ludwik René, PWST, Warszawa)
- 1981 – wykonanie scenografii, Policja Sławomira Mrożka (reż. Jan Świderski, Teatr Ateneum im. Stefana Jaracza, Warszawa)
- 1982 – scenografia, Król Edyp Sofoklesa (reż. Gustaw Holoubek, Teatr Dramatyczny, Warszawa)
- 1984 – kostiumy (dekoracje Teresa Ponińska), Komedia Apolla Nałęcz-Korzeniowskiego (reż. Ludwik René, Teatr Dramatyczny, Warszawa)
- 1986 – scenografia, Uciekła mi przepióreczka... Stefana Żeromskiego (Teatr Wybrzeże, Gdańsk)
- 1986 – scenografia, Don Juan Moliera (reż. Jan Kulczyński, Teatr Dramatyczny, Warszawa).

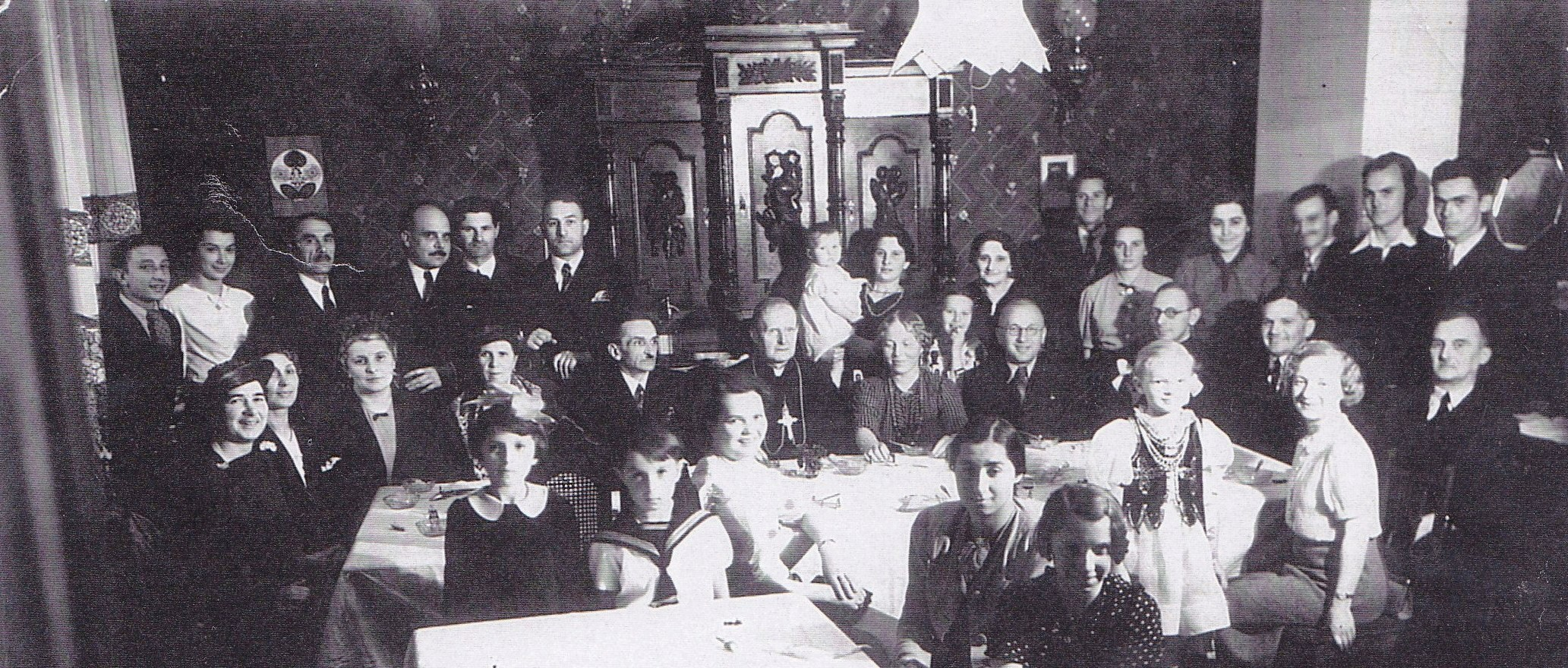
Uroczystość po chrzcie Katarzyny Piskorskiej, bratanicy Leonarda, w 1938 roku. Stoją m.in. Leonard Piskorski (3. od lewej), Przemysław Podgórski (4.), Aleksander Kamiński (5.), Tomasz Piskorski (6.), Katarzyna Piskorska (7., na rękach matki, Marii Piskorskiej, 8.), Anna Piskorska (9., dziecko), Anna Podgórska (10.), Zuzanna Dieuleveut Kaulek (13.), Witold Podgórski (14.), Kazimierz Cetnarowicz (15., drugi od prawej). W centrum siedzi sufragan warszawski Antoni Szlagowski, na lewo od niego siedzi Lucjan Kaulek, najbardziej na lewo siedzi Urszula Niepokojczycka (przyjaciółka Tomasza Piskorskiego i lekarka rodzinna Piskorskich), na prawo od Antoniego Szlagowskiego siedzą Wanda Gentil-Tippenhauer (matka chrzestna), Kazimierz Gorzkowski (ojciec chrzestny) i Jan Mauersberger. Przed Antonim Szlagowskim siedzi bokiem Janina Jurkiewicz. Za stołem, trzecia od lewej siedzi Józefina Piskorska, matka Ireny. Na pierwszym planie, przy dziecinnym stole siedzą dzieci Leonarda i Józefiny: od lewej: Magdalena, Wacław, Irena i Alina.

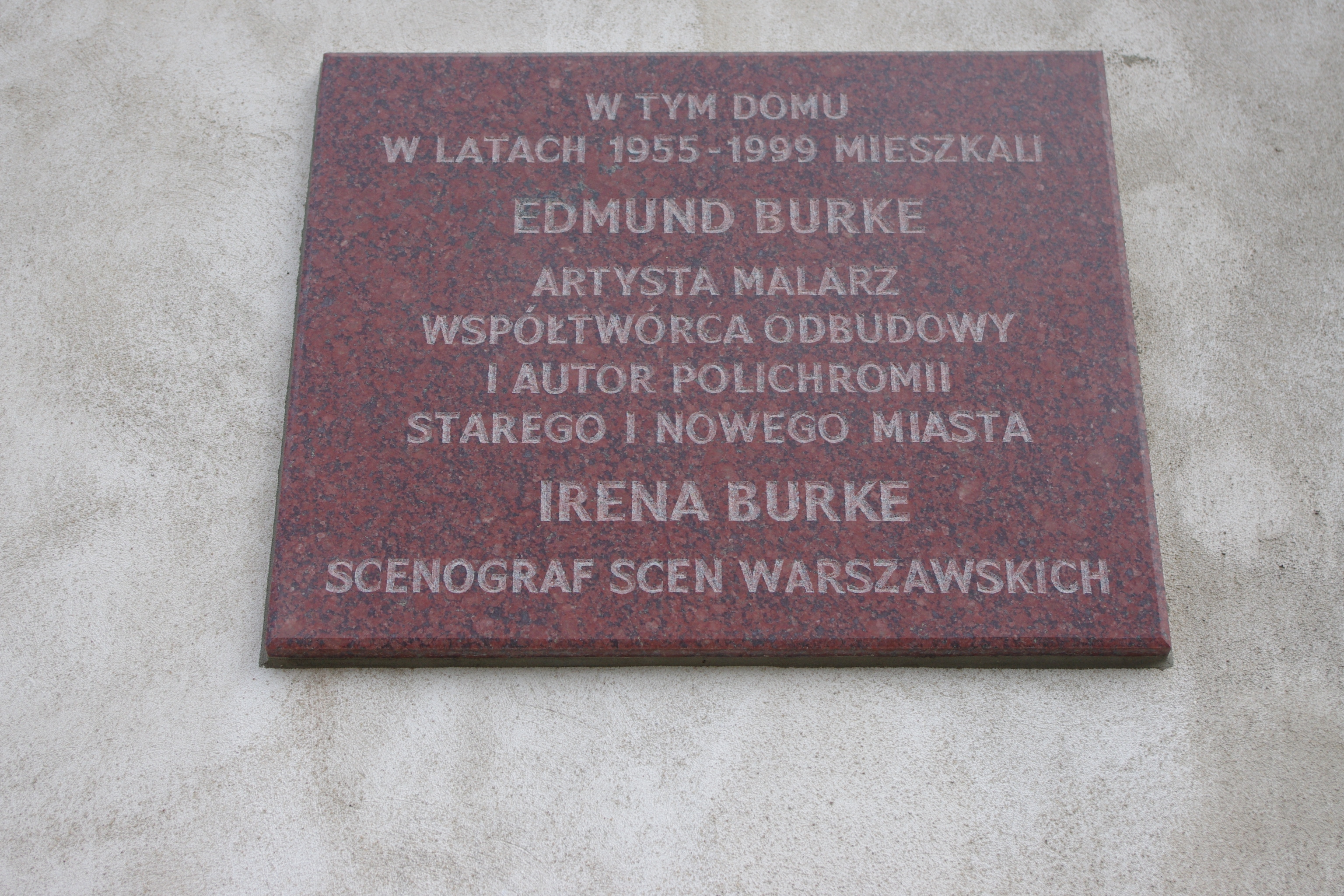
Tablica upamiętniająca Edmunda i Irenę Burke na kamienicy przy ul. Mostowej 2 w Warszawie

### Telewizja
- 1970 – kostiumy, Wowro, świątkarz Beskidzki (reż. Piotr. Piaskowski, spektakl telewizyjny)
- 1982 – scenografia, Intermedia (reż. Irma Czaykowska, spektakl telewizyjny)
- 1983 – scenografia, Gbury Carla Goldoniego (reż. Irma Czaykowska, Teatr Telewizji)

### Film
- 1990 – kostiumy Modrzejewska (reż. Jan Łomnicki, serial telewizyjny)[6].

## Życie rodzinne
Irena była córką Leonarda Piskorskiego i Józefiny z domu Pałki (1896–1980). Była jednym z ich pięciorga dzieci, były to, poza nią:
- Alina (1921–2000), późniejsza żona Zygmunta Cytowskiego, rodzice Ewy i Hanny, zamężnej Raczyńskiej
- Wanda Barbara (1924–2013), późniejsza żona Witolda Tryuka, rodzice Barbary Moniki zamężnej Czapskiej i Małgorzaty zamężnej Tryuk
- Magdalena (1929–2016)
- Wacław Piskorski (1931–2015), ostatni z rodu Piskorskich, męskich potomków Augusta Piskorskiego.

Wyszła za Edmunda Burke. Nie mieli dzieci.
Została pochowana  na cmentarzu ewangelicko-augsburskim w Warszawie (aleja 56, grób 68).

## Upamiętnienie
Na elewacji kamienicy przy ul. Mostowej 2 w Warszawie umieszczono tablicę upamiętniającą małżeństwo Burke. W latach 1955–1999 mieszkali przy ul. Mostowej 6.

## Odznaczenia
- Krzyż Kawalerski Orderu Odrodzenia Polski (1988)
- Złoty Krzyż Zasługi (1979)
- Odznaka „Zasłużony Działacz Kultury” (1978)